# Gauss (inslagkrater)
Gauss is een cirkelvormige walvlakte nabij de noordoostelijke rand van de naar de Aarde toegekeerde kant van de Maan. De diameter van Gauss is 177 kilometer. Het centrum ervan bevindt zich op 36° Noord / 79° Oost. Gezien het feit dat Gauss zich betrekkelijk dicht tegen de rand van de maan bevindt, is het een relatief moeilijk object om m.b.v. telescopen waar te nemen. Net zoals in de krater Posidonius wordt de vloer van Gauss ook gedomineerd door een chaotisch ogend stelsel bestaande uit enigszins concentrisch gerangschikte groeven, hetgeen deze krater een plaats geeft in de lijst van FFC (Floor Fractured Craters).
De benaming Gauss werd gegeven door de Duitse astronoom en selenograaf Johann Heinrich von Mädler.

## Eenmalig polarisatieverschijnsel in Gauss
Op 18 september 1968 bemerkte K.E.Chilton dat de (zo goed als) onzichtbare oostrand van Gauss opmerkelijk waarneembaar werd met behulp van een roterend polarisatiefilter aan het oculair van de telescoop. Dit verschijnsel was echter eenmalig, want herhaalde pogingen om onder dezelfde omstandigheden (hetzelfde moment in een lunatie) het gepolariseerde gereflecteerde zonlicht afkomstig van Gauss te zien te krijgen bleven zonder resultaat.
- K.E.Chilton: At times, light is polarized in areas on the moon. On the night of September 18, 1968, I was observing the crater Gauss through a polaroid filter to cut down the glare. The eastern wall of the crater was not visible; when the filter was rotated the wall appeared, indicating that the area was reflecting polarized light. Although the same area has been examined since, this phenomenon has not been noticed again.[1]

## Mare Incognito
In hun poging om een reeks namen voor moeilijk zichtbare oppervlaktestructuren aan de rand van de naar de Aarde toegekeerde kant van de Maan toe te voegen, bedachten Hugh Percy Wilkins (1896-1960) en Patrick Moore onder andere de benaming Mare Incognito (onbekende zee) voor een gebied ten oosten van de walvlakte Gauss. Deze benaming werd door de IAU (Internationale Astronomische Unie) echter niet officieel erkend.

## Stralen afkomstig van de inslagkrater Giordano Bruno
Op 103° Oost, en met dezelfde breedtegraad als deze van het centrum van de walvlakte Gauss, bevindt zich de geprononceerde inslagkrater Giordano Bruno. Daar deze stralenkrater nooit vanaf de Aarde kan worden waargenomen, is enkel het westelijk gedeelte van het stralensysteem onder gunstige omstandigheden (Libratie) op te sporen met behulp van een telescoop. De vloer van Gauss vertoont uiterst flauwe tekenen van een klein gedeelte van deze stralen. Het helderste gedeelte van dit stralensysteem, op de naar de Aarde toegekeerde kant van de Maan, bevindt zich ten oostnoordoosten van Mare Crisium en ten noorden van Mare Marginis, ter hoogte van de kraters Plutarch en Urey. De beste schijngestalten om op zoek te gaan naar het westelijk gedeelte van het stralensysteem van Giordano Bruno zijn vanaf de wassende maansikkel tot en met volle maan.
Op hogeresolutiefoto's genomen door de Lunar Reconnaissance Orbiter (LRO) is een helder gebiedje te vinden ten noorden van de krater Gauss W op het zuidelijke gedeelte van de vloer van de walvlakte Gauss. Dit helder gebiedje is een uiterst klein fragment van het stralensysteem afkomstig van Giordano Bruno. Aan de bron van dit uiterst kleine stralenfragment liggen enkele druiventros-vormige groepjes bestaande uit kleine secundaire inslagkratertjes. De diameters van deze kratertjes variëren van 300 meter tot ongeveer 50 meter. Het stralenfragment ligt net ten westen van de druiventros-vormige groepjes.